# (32534) 2001 PL37
2001 بي أل 37 (ويعرف أيضًا باسم (32534) 2001 بي أل 37 وفق تسمية الكوكب الصغير) (بالإنجليزية: 2001 PL37)‏ هو كويكب ضمن حزام الكويكبات؛ وترتيبه 32534 من حيث الاكتشاف.
اكتُشف هذا الجُرم الفلكي بواسطة تعقب الأجرام القريبة من الأرض في 11 أغسطس 2001.

## وصلات خارجية
- (32534) 2001 PL37 في قاعدة بيانات مختبر الدفع النفاث لأجرام النظام الشمسي الصغيرة

- الاكتشاف · مخطط المدار ·  العناصر المدارية · المعلمات المادية

- (32534) 2001 PL37 على موقع ويكي سكاي: DSS2, SDSS, GALEX, IRAS, Hydrogen α, X-Ray, Astrophoto, Sky Map, Articles and images